# Artur Ros Montalt
Arturo Ros Montalt (ur. 26 października 1901, zm. 28 sierpnia 1936) – błogosławiony Kościoła katolickiego.
W dniu 26 listopada 1927 roku poślubił Mary Llopis Sirer z tego związku urodziło się sześcioro dzieci. Założył centrum Akcji Katolickiej. Podczas wojny domowej w Hiszpanii został uwięziony i był torturowany, a następnie 28 sierpnia 1936 roku został wrzucony żywcem do pieca wapiennego.
Został beatyfikowany w grupie Józef Aparicio Sanz i 232 towarzyszy przez papieża Jana Pawła II w dniu 11 marca 2001 roku.